# Idmonea bifrons
Idmonea bifrons is een onzeker mosdiertjessoort uit de familie van de Idmoneidae. De wetenschappelijke naam van de soort is voor het eerst geldig gepubliceerd in 1884 door Waters.